# Eri Kamei
Eri Kamei (亀井 絵里 'Kamei Eri'?,  Arakawa, Tokio, 23 de diciembre de 1988) es una excantante, exactriz y exmodelo japonesa, exmiembro del grupo idol Morning Musume. Desde el año 2011, se encuentra inactiva.

## Biografía
Comenzó su carrera en Morning Musume en el año 2003, tras superar las pruebas y ganarse el derecho de ser una integrante de la 6.ª generación junto a Sayumi Michishige y Reina Tanaka. También era parte de esta 6.ª generación Miki Fujimoto, pero ella ya era solista de Hello!Project.
Su deseo de ser parte de Morning Musume comenzó en la época de más auge del grupo, con el disco Love Machine, teniendo solo 11 años. Si no hubiese decidido formar parte del grupo, posiblemente sería una estudiante normal (dicho por ella). Su primera aparición fue en el 19.º sencillo Shabondama.
Al ingresar en el grupo, era una chica muy tímida e introvertida, que prefería los rincones oscuros y alejados al bullicio, pero, su carácter la hizo convertirse en una de las más extrovertidas del grupo al día de hoy, de hecho, cuando comenzó a ser más conocida, se cortó el pelo para demostrar ese cambio.
Es muy amiga de Reina Tanaka, Sayumi Michishige y Risa Niigaki. Fue, además, la tutora de Junjun y Linlin cuando ingresaron en Morning Musume, guiándolas por Japón (esto fue visto en los Alo Hello!).
Hoy en día, vemos a una Eri más radiante, abierta y divertida que nunca, sin dejar de lado su "rareza", que la convierte en una integrante muy particular del universo de Hello!Project. De hecho, fue una de las Momusu más divertidas, ya que tuvo reacciones y comentarios que a muy pocos se le ocurrirían, siendo sus charlas muy graciosas (a destacar, su "Mobaka" en la entrevista a Risa Niigaki en el programa Utadoki, cuando se le traba la lengua).
Junto a Risa Niigaki presentaron el programa radial Gaki-Kame.
El 8 de agosto de 2010, en el concierto de Nakano Sun Plaza de "Hello! Project 2010 SUMMER～FANKORA！～Nakano basho・hiru～" se anunció que, tanto ella como las dos miembros Chinas de la 8.ª generación (Junjun y Linlin) se graduarían en el Concierto de Otoño  (15 de diciembre de 2010 en el Yokohama Arena).
En 2010, además, hizo un pequeño papel en el dorama Nihonjin no Shiranai Nihongo, como Miki en el episodio 4.
En 2011 participó en la película Keitai Deka 3 the Movie: Morining Musume Kyushutsu Daisakusen Pandora no Hako no Himitsu.
El motivo de la graduación de Eri se debió a problemas de salud en la piel. Se gradúa para tratar mejor su Dermatitis atópica, ya que con los conciertos, las prácticas y demás, no ha podido dedicarle el tiempo necesario.

## Participación enHello! Project

### Grupos
- Morning Musume (2003-2010)

### SubGrupos
- Morning Musume Sakura Gumi (2003-2004)

### Shuffle Groups
- H!P All Stars (2004)

## Photobooks
- Hello x2: Photobook con Sayumi Michishige y Reina Tanaka.
- Kamei Eri
- Days
- 17sai
- Love Hello! Eri Kamei
- Maple
- Eri (recopilatorio)
- 20 (Hatachi)
- Sweet
- Thanks

- Datos: Q233375
- Multimedia: Eri Kamei / Q233375